# Help – Das Konsumentenmagazin
help – das Konsumentenmagazin ist das wöchentliche Verbrauchermagazin des österreichischen Radiosenders ORF. Die erste Sendung wurde am 14. Dezember 1975 im Programm Ö3 ausgestrahlt. Seit 6. Oktober 1996 zählt die Sendung zum Programmangebot von Ö1, wo sie an Samstagen zwischen 11:40 und 12:00 Uhr ausgestrahlt wird.

## Sendungsgeschichte
Im Jahr 1975 wurde der ORF-Redakteur Dieter Dorner beauftragt, für den österreichischen Radiosender Ö3 eine eigene Konsumentenredaktion aufzubauen: Ergebnis war „help – das Konsumentenmagazin“, das zwischen Dezember 1975 und Juni 1997 im Programm Ö3 ausgestrahlt wurde. Seit 6. Oktober 1996 wird „help – das Konsumentenmagazin“ im Programm Ö1 ausgestrahlt, wo es zu den am längsten bestehenden ORF-Sendungen zählt und samstags zwischen 11:40 und 12:00 Uhr seinen Sendeplatz hat. Der Sendungstitel stammt vom gleichnamigen Beatles-Lied Help!, dessen markante Anfangstakte der Sendung jahrzehntelang als Signation gedient haben.

## Sendungskonzept
„help – das Konsumentenmagazin“ ist eine Konsumentenschutzsendung, bei der sich Hörer mit Verbraucherschutzbeschwerden an die „help“-Redaktion wenden können. Diese bereitet berechtigte Reklamationen im Rahmen eines kurzen Radiobeitrages auf, wobei die Konfliktparteien interviewt werden und das Problem öffentlich dargestellt wird. Vor diesem Hintergrund reagieren viele der kritisierten Firmen und Unternehmen oft rasch im Sinne des Beschwerdeführers, um den mit der medialen Thematisierung des Konfliktes verbundenen Firmenimageverlust gering zu halten. Weitere Schwerpunkte sind die ständigen Sendungsrubriken „Tests“, „Tipps“, „Verbrauchernews der Woche“ und „Schlusspunkt“.
Außer den „help“-Beiträgen gestaltet die „help“-Redaktion auch aktuelle Verbraucherschutzbeiträge für die Journal- und Nachrichtensendungen sowie die neun Regionalradiosender des ORF.

## Auszeichnungen
- „Das goldene Mikrofon“ von Hörzu (1978)
- Radiopreis der Erwachsenenbildung Österreich (2015)[1]